# Marnéouli
Pour le chef-lieu, voir Marneouli.
La municipalité de Marneouli (en géorgien : მარნეულის მუნიციპალიტეტი) est un district de la région Basse Kartlie en Géorgie, dont la ville principale est Marneouli.
Il compte 105 300 habitants au 1er janvier 2016 selon l'Office national des statistiques de Géorgie.